# 克劳迪亚努斯山
克劳迪亚努斯山是古罗马时期采石场，于1823年发现，位于今埃及东部红海省沙漠。当地设立有驻军、采石场、平民和工人住所。此处开采的花崗閃長岩在罗马帝国被广泛用作建筑材料。